# Didești
Didești is een Roemeense gemeente in het district Teleorman.
Didești telt 1338 inwoners.